# Otto-Ubbelohde-Preis
Der Otto-Ubbelohde-Preis ist ein nach dem Maler und Grafiker Otto Ubbelohde benannter Kulturpreis. Er wurde 1987 vom Landkreis Marburg-Biedenkopf gestiftet.

## Stiftungszweck
Seit 1987 wurden jährlich bis zu fünf Auszeichnungen vergeben. Als auszeichnungswürdig gelten besondere Leistungen in den Bereichen Kunst, Heimatgeschichte, Heimisches Brauchtum, Werk Otto Ubbelohdes und Denkmalpflege.
Mit dem Otto-Ubbelohde-Preis wird vor allem das ehrenamtliche Engagement gewürdigt. Seit seiner Stiftung haben zahlreiche Gruppen und Einzelpersonen aus dem Landkreis Marburg-Biedenkopf den Preis verliehen bekommen. Die Auszeichnung erfolgt in Form einer Urkunde und kann mit Geldbeträgen von 3 mal 1000 Euro verbunden sein. In den letzten Jahren hat es sich eingebürgert, den Preis jeweils an eine Dame, einen Herrn und an eine Gruppe/einen Verein zu vergeben. Seit 2003 wurde die Verleihung des Preises im kreiseigenen Schloss Biedenkopf durchgeführt, in den jüngsten Jahren im Marburger Landratsamt.

## Stifter
Die Vergabe des Preises erfolgt öffentlich durch den Kreisausschuss des Landkreises. Zur Ermittlung der Preisträger wird eine Jury eingesetzt.
Der Jury gehören an:
- der/die für den Kulturbereich federführende Dezernent/Dezernentin als Vorsitzende(r),
- der/die Vorsitzende des für den Kulturbereich zuständigen Ausschusses des Kreistags,
- jeweils ein Vertreter der im Kreistag vertretenen Fraktionen,
- ein Vertreter des Fachdienstes Kultur und Sport.[1]

## Namensgeber
Otto Ubbelohde bot sich aus mehreren Gründen als Namensgeber dieser Auszeichnung an. Einerseits war er ein Vertreter der Künste, andererseits deckte er weitere Felder ab, denn er war in seiner Gemeinde Goßfelden und deren Umfeld hinsichtlich des Landschafts- und Denkmalschutzes sowie in sozialen Fragen aktiv. Der 1922 im Alter von 55 Jahren verstorbene Künstler genoss hohes Ansehen in der Bevölkerung als ein „Kulturpfleger“ in der Region Marburg.

## Preisträger
1987
- Anneliese Schömann, Biedenkopf
- Friedrich Stoppel, Biedenkopf
- Bernd Küster, Kunstwissenschaftler, Worpswede
- Uwe Henkhaus, Großseelheim
- HVT, Kreisgruppe Marburg-Biedenkopf

1988
- Elsa Blöcher, Wallau
- Jürgen Runzheimer, Rüchenbach
- Dieter Woischke, Wehrda
- Hessische Volkskunstgilde Marburg-Biedenkopf
- Dorfgemeinschaft Hachborn

1989
- André Gliech-Manecke, Wallau
- Willi Görich, Marburg
- Albert Boßhammer, Goßfelden
- Alfred Höck, Moischt
- Förderkreis Alte Kirchen, Marburg

1990
- Konrad Tönges, Goßfelden
- Annemarie Gottfried-Frost, Eckelshausen
- Paul Wedepohl, Marburg
- Alfred Schneider, Amöneburg
- Verkehrs- und Verschönerungsverein Friedensdorf

1991
- Werner Mascos, Marburg
- Dieter Blume, Gladenbach
- Margret Lemberg, Marburg
- Wilhelm Braun-Elwert, Marburg
- Theater- und Festspielverein Wetter e. V.

1992
- Hans Friebertshäuser, Marburg
- Friedrich von Hahn, Marburg
- Lotte Kasten, Biedenkopf
- Leny Schellenberg-de Kreij, Treisbach
- Brauchtumsgruppe/Spinnstube des Heimatvereins Weidenhausen

1993
- Charlotte Oberfeld, Marburg
- Berta Lenz, Erdhausen
- Karl Schmitt, Biedenkopf
- Wolfgang A. Gabrian, Marburg
- Arbeitskreis Dörfliche Kultur e. V., Kirchhain

1994
- Jürgen Wittstock, Marburg
- Jakob Wagner, Rollshausen
- Maria Wilhelm, Langenstein
- Walter Gutjahr, Hermershausen
- Hinterländer Geschichtsverein e. V.

1995
- Wilhelm Solms, Marburg
- Dankwart Sieburg, GS Neustadt/H.
- Siegfried Becker, Niederweimar
- Ursula Müller, Gladenbach
- Freunde des Marburger Universitätsmuseums e. V.

1996
- Günter Hampel, Kernbach
- Siegfried Heinrich, Dirigent des Marburger Konzertchors e. V.
- Egon Dürfeldt, Kirchhain
- Schlossverein Biedenkopf
- Dorfmuseum „Alter Forsthof“ Oberrosphe

1997
- Gisela und Karl-Heinz Görmar, Sarnau
- Jakob Schlag, Lohra
- Gerhard Trost, Rauschenberg/H.
- Günter Hinz, Biedenkopf
- Gemeindearchiv Mellnau e. V.

1998
- Anna Naumann, Sarnau
- Peter Unglaube, Hachborn
- Jan Maria Dondeyne, Altenvers
- Interessengemeinschaft Schlossberg, Rauschenberg
- Panzerbrigade 14 „Hessischer Löwe“, Neustadt/H.

1999
- Helmut und Dagmar Dräger, Marburg
- Hermann Damm, Buchenau
- Kunst- und Kulturkreis „Palette“ Gladenbach

2000
- Willibald Preis, Himmelsberg
- Heinrich Groß, Niederwalgern
- Arbeitskreis Dorfgeschichte Dreihausen e. V.

2001
- Walter Wolf, Holzhausen am Hünstein
- Michael Neumann, Marburg
- Kultur- und Förderverein Alte Kirche Niederweimar e. V.

2002
- Katharina Zürcher, Biedenkopf-Eckelshausen
- Walter Bernsdorff, Marburg
- Turmwerkstatt – Kultur im Dorf, Amönau

2003
- Ulrich Harder, Marburg
- Gerhard Badouin, Rauschenberg-Schwabendorf
- Arbeitskreis Landsynagoge Roth e. V., Weimar/Lahn

2004
- Dagmar Becker, Goßfelden
- Michael Feldpausch, Stadtallendorf
- Trachtentanzgruppe De Vujelcher, Holzhausen

2005
- Renate Hildebrandt, Fronhausen/Lahn
- Karl Heinrich Rexroth, Marburg
- Dorfgemeinschaft Kehna, Gemeinde Weimar/Lahn

2006
- Helge-Ulrike Hyams, Marburg
- Ellen Staufenberg, Neustadt
- Künstlergemeinschaft Werkstatt Radenhausen, Amöneburg, dabei Hans Schohl

2007
- Gisela Maria Beck, Steffenberg
- Hans Uffe Boerma, Wetter
- Sanierungsausschuss der Kirche in Breidenbach

2008
- Brunhilde Heß, Wetter
- Erich Frankenberg, Biedenkopf
- Arbeitsgruppe Oberaspher Juden, Münchhausen

2009
- Sibylle Markl, Marburg
- Alfred Weitzel, Steffenberg
- Kurhessische Bürgergarde Kirchhain

2010
- Marita Metz-Becker, Marburg
- Ortwin Koch, Niederklein
- Künstlergemeinschaft „Atelier Cölber Mühle“ (Anita Badenhausen, Carla Fassold-Luttropp und Waltraud Mechsner-Spangenberg), Cölbe

2011
- Doris Conrads, Marburg
- Helmut Bernhardt, Gladenbach-Weidenhausen
- Verein für Geschichte und Volkskunde Lohra e. V.

2012
- Liesel und Franz Konrad, Wallau
- Wolfgang Korn, Cölbe
- Trachten- und Volkstanzgruppe Großseelheim

2013
- Brigitte Koischwitz, Gladenbach
- Dialekt im Hinterland e. V. – Verein zur Förderung, Pflege und zum Erhalt der Mundart im Hinterland
- Eckhard Hofmann Dreihausen und Jürgen Homberger, Mornshausen a/S.

2014
- Randi Grundke, Marburg
- Hans-Heinrich Thielemann, Kirchhain
- Naturkundehaus in Lohra-Damm

2015
- Inge Eismann-Nolte, Amöneburg-Mardorf
- Wolfgang Achenbach, Biedenkopf-Wallau
- Arbeitskreis der Marburger Gästeführerinnen und Gästeführer

2016
- Elisabeth Sabo, Marburg
- Harald Pausch, Kirchhain
- Die Hinterländer Mountainbiker (HMB)

2017
- Uli Krappen
- Heinz und Willi Rabenau
- Gartenteam des Ubbelohde-Gartens

2018
- Barbara Rumpf-Lehmann, Marburg
- Christoph Kaiser, Biedenkopf
- Archivteam des Heimatvereins Ebsdorf

2019
- Philipp Layer, Münchhausen
- Rauschenale-Team: Anne Hoerder, Martha Henkel und Ulrich Hoerder, Rauschenberg
- Träger- und Förderverein ehemalige Synagoge Wetter, Wetter

2020
- Hilde Genz
- Willi Schmidt
- Polizei-Motorsport-Club Marburg, als Betreiber 1. Deutsches Polizeioldtimer-Museum in Marburg

2021
- Anna Scheidemann, Marburg
- Klaus-Peter Fett, Wollmar
- Verein „Amöneburg 13Hundert“

2022
- Christiane Krapp, Neustadt
- Hans-Jürgen Kind, Dautphetal
- Dorfgemeinschaft „750 Jahre Biedenkopf-Kombach“

2023
- Anneliese Müller-Ehrlich, Gladenbach-Weidenhausen
- Thomas Gebauer, Marburg
- Heimatverein Engelbach e.V., Biedenkopf

2024
- Rosemarie Wolny, Lohra
- Harald Häuser, Breidenbach
- KunstWerkStatt Marburg

2025
- Ursula Cyriax, Biedenkopf
- Andreas Maria Schäfer, Ebsdorfergrund
- Trachtentanz- und Heimatverein Lixfeld e.V., Angelburg